# Брага (річка)
Брага — річка в Україні, у межах Жмеринської міської громади Вінницької області. Ліва притока Рову (басейн Південного Бугу). 
Довжина річки — 16 км. Площа басейну — 68,4 км².
Тече переважно на південний схід через села Новоселиця та Сьомаки. Впадає у Рів за 22 км від гирла.  

## Галерея

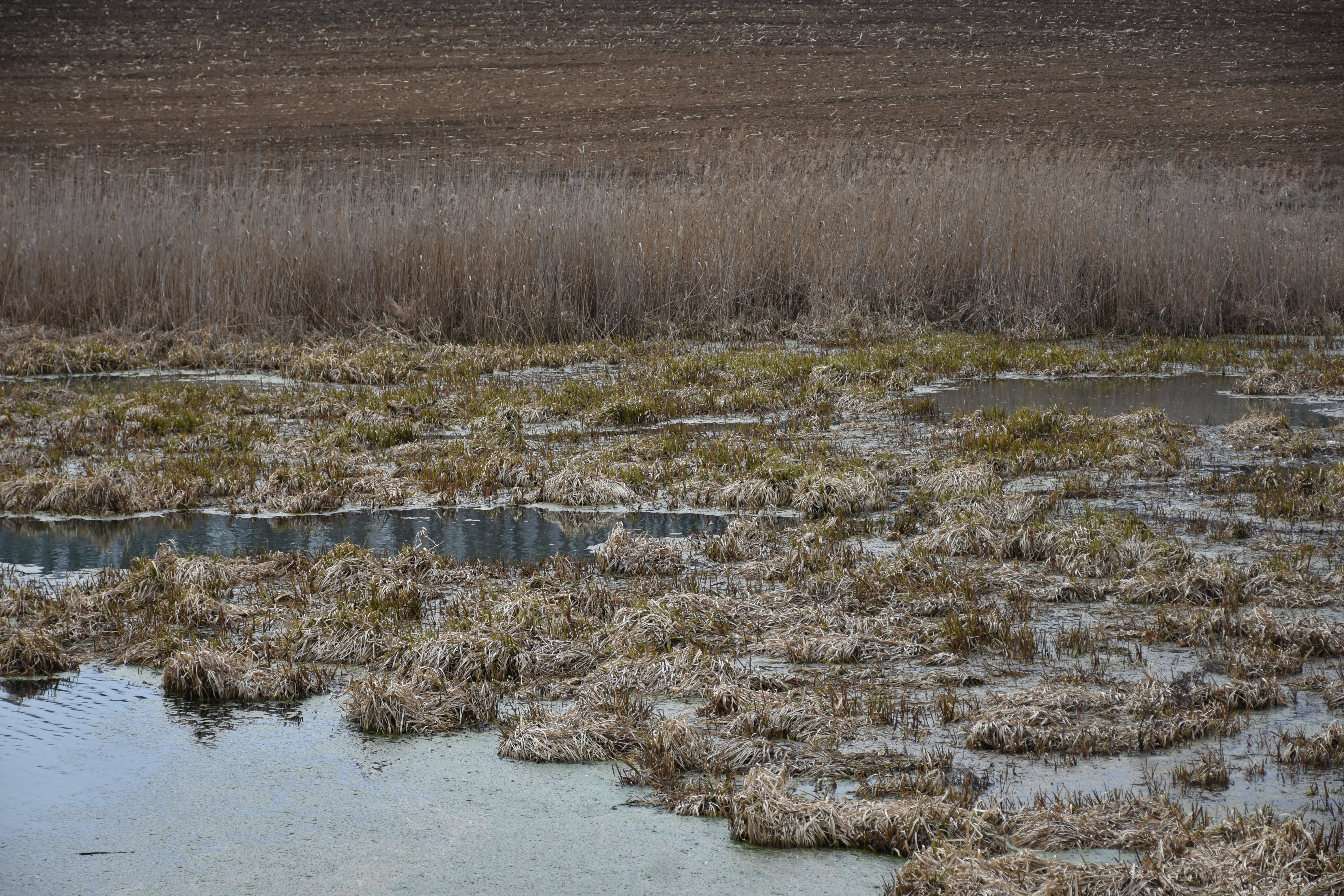
Водно-болотне угіддя у верхів'ї ставка
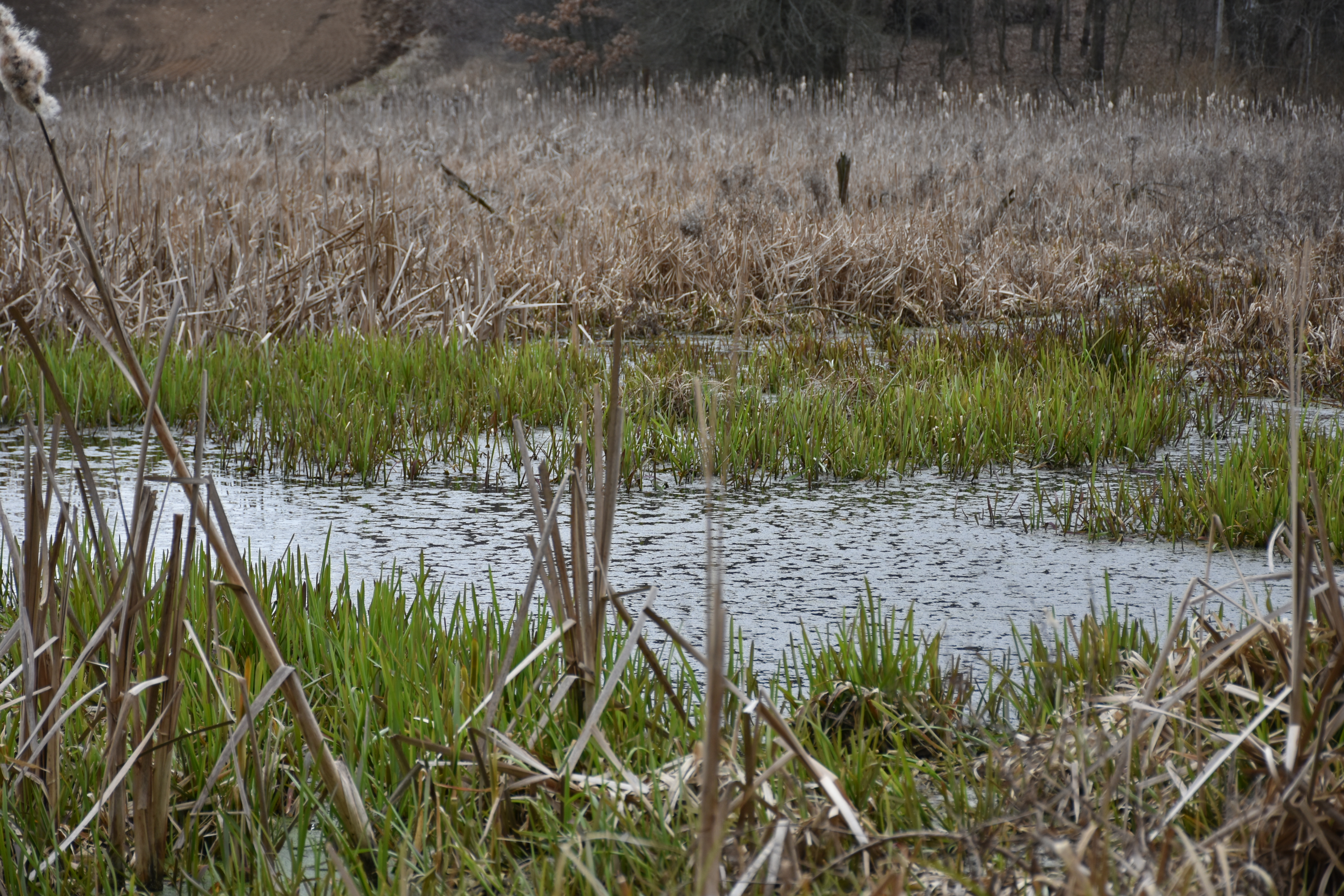
Водно-болотне угіддя у верхів'ї ставка
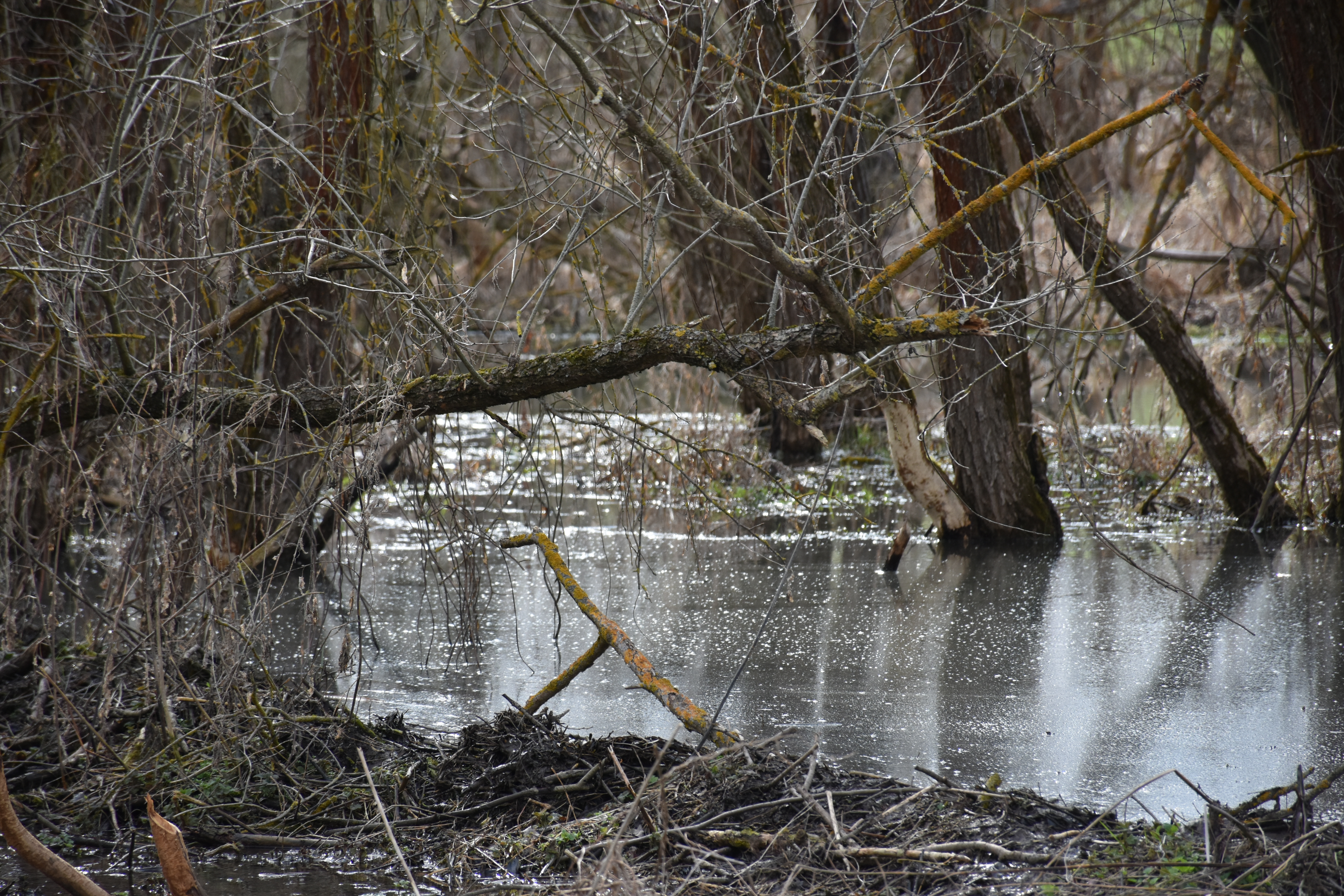
Заплавний ліс у долині річки
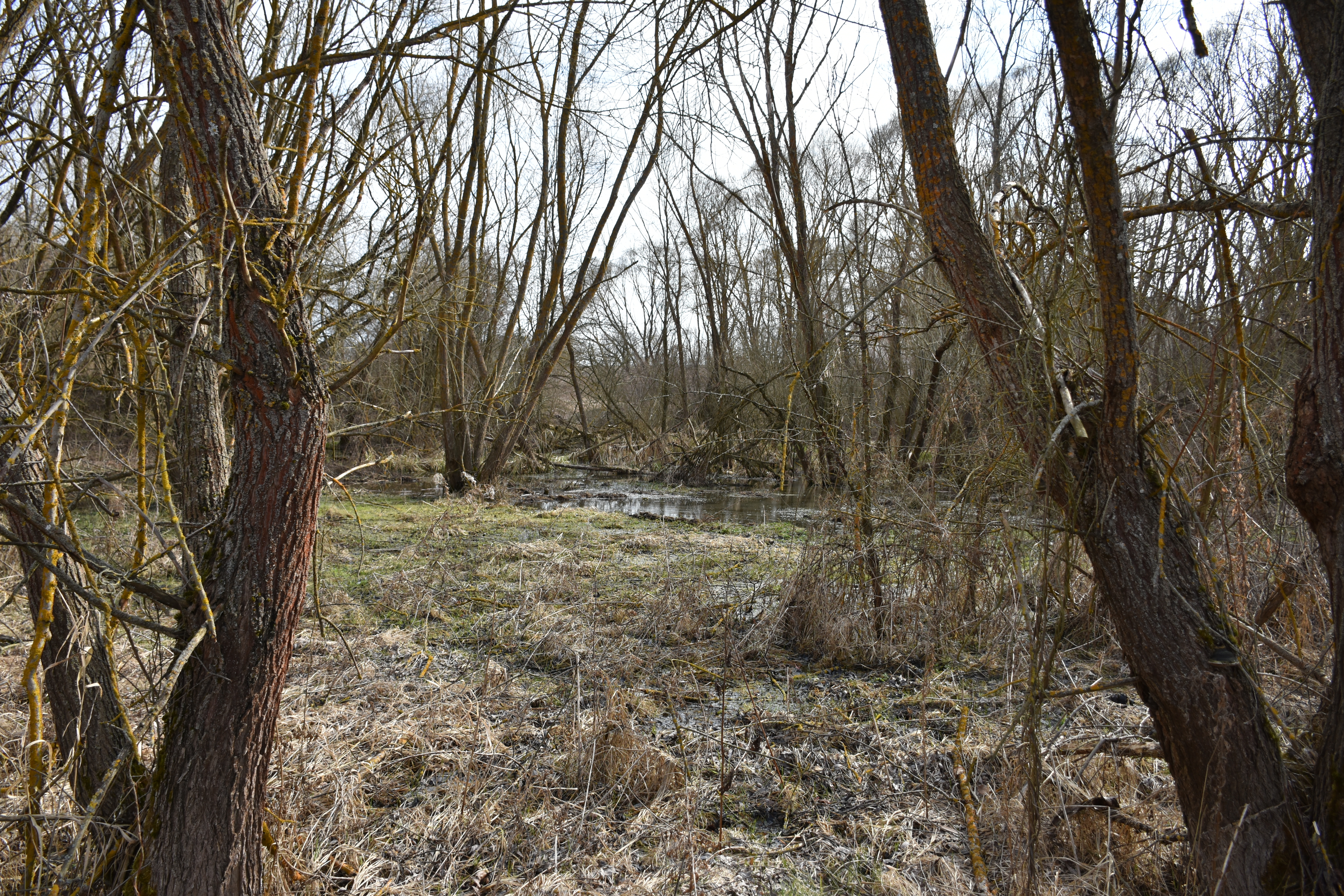
Заплавний ліс у долині річки